# Walter Mahlendorf
Walter Mahlendorf, född 4 januari 1935 i Sarstedt, är en tysk före detta friidrottare.
Mahlendorf blev olympisk guldmedaljör på 4 x 100 meter vid sommarspelen 1960 i Rom.